# Sofie Torp
Sofie Torp (født 16. januar 1990) er en dansk skuespillerinde. Efter uddannelse fra Den Danske Scenekunstskole i 2016 har hun medvirket i film og tv-serier som Ser du månen, Daniel (2019), Kød og blod (2020), Marco effekten (2021), Sygeplejeskolen (2018), Greyzone (2018), Grethes jul (2020) og Julefeber (2020).

## Opvækst
Torp blev født den 16. januar 1990 i Aarhus som datter af sangerinde Jette Torp. Hun har derudover to yngre brødre, Jakob og William. Torp er opvokset i Viby, hvor hun gik til håndbold og havde ambitioner om at blive skolelærer, men kort før hendes efterskoleophold på en sportefterskole skulle begynde, pådrog hun sig en knæskade og hun blev tilmeldt en teaterefterskole i stedet, hvor interessen for skuespil opstod. Igennem hendes ungdomsår søgte hun ind på musikkonservatorier, teaterskoler, skuespilskoler og musicalskoler uden held, før hun som 21-årig flyttede fra Aarhus til København. Under et teaterhøjskoleophold her søgte hun for tredje gang ind på Den Danske Scenekunstskole i København, hvor hun blev optaget.

## Karriere
Efter endt uddannelse fra skuespillerskolen i 2016 medvirkede Torp i enkelte kortfilm såsom Barn (2016) og Bokser (2017), og hun medvirkede i tre afsnit af den dansk-svenske dramaserie Greyzone som Simone Mikkelsen og i et enkelt afsnit af TV 2-serien Sygeplejeskolen.
Hun havde sin gennembrudsrolle i 2019 i filmen Ser du månen, Daniel, som er instrueret af Niels Arden Oplev og Anders W. Berthelsen. Filmen, der er baseret på Puk Damsgårds bog af samme navn, handler om den danske fotograf Daniel Rye, der blev taget til fange af syriske krigere og holdt som gidsel i Syrien i 13 måneder. Filmen, der er baseret på virkelige hændelser, modtog stor ros og positive anmeldelser og for sin rolle som Daniels handlekraftige storesøster, Anita, vandt Torp både Bodil-prisen og Robert-prisen for bedste kvindelige birolle.
I 2020 medvirkede hun i Jeanette Nordahls krimi-drama Kød og blod, hvor hun spillede overfor Sidse Babett Knudsen, Joachim Fjelstrup og Sandra Guldberg Kampp. Samme år spillede hun også med i TV 2's mini-jule-serie Grethes jul, hvor hun spiller den unge fysioterapeut Karen, der med hjælp fra hovedpersonen Grethe finder kærligheden. Med i serien medvirkede Peter Frödin, Lotte Andersen, Ulf Pilgaard og Sebastian Jessen. I 2020 optrådte hun også i DR's julekalender for børn, Julefeber, hvor hun spillede Julemanden.
I 2021 indtog hun rollen som kriminalsekretæren Rose i filmatiseringen af Jussi Adler-Olsens bog Marco effekten, som er den femte film i rækken af film omhandlende kriminalkommisær Carl Mørck og Afdeling Q. I det nye cast til filmen spillede Torp overfor Ulrich Thomsen, Zaki Youssef og Anders Matthesen. Filmen blev modtaget med blandede anmeldelser. Samme år havde Torp også en mindre rolle i Smagen af sult af Christoffer Boe, og hun medvirkede i DR-serien Vores sidste sommer.
I 2022 medvirkede Torp i Viaplay-serien Håber du kom godt hjem og i Anders W. Berthelsens komedie Lykkelige omstændigheder. I 2023 medvirkede Torp i hele tre film; filmatiseringen af Stine Pilgaards De Gyldne Laurbær-vindende bog Meter i sekundet, komedien Hygge! og det historiske drama Synkefri. I perioden 2022-2023 medvirkede hun i DRs historiske dramakomedie-serie, Carmen Curlers.
For sin medvirken i Hella Joofs filmatisering af Stine Pilgaards roman Meter i sekundet modtog Torp i 2024 både Bodil- og Robert-nomineringer for i kategorien bedste kvindelige hovedrolle. Samme år i november 2024 modtog Torp Ove Sprogøe Prisen og medfølgende 75.000 kroner ved Nordisk Film Fondens prisuddeling, Isbjørnen.
I 2025 spillede Torp Henrietta Schimmelmann, hustru til en dansk plantagebestyrer i Dansk Vestindien, i DR's tv-serie Slave af Danmark.

## Privatliv
Torp har en datter, Olga (f. 2019), sammen med sin gode ven og teater-instruktør Sargun Oshana.

## Filmografi

### Film
| År   | Film                     | Rolle       |
| ---- | ------------------------ | ----------- |
| 2019 | Ser du månen, Daniel     | Anita Rye   |
| 2020 | Kød og blod              | Marie       |
| 2021 | Marco effekten           | Rose        |
| 2021 | Smagen af sult           | Klasselærer |
| 2022 | Lykkelige omstændigheder | Katrine     |
| 2023 | Meter i sekundet         | Marie       |
| 2023 | Hygge!                   | Helene      |
| 2023 | Synkefri                 | Lissy       |
| 2024 | Den grænseløse           | Rose        |

### Tv-serier
| År        | Serie                  | Rolle                  |
| --------- | ---------------------- | ---------------------- |
| 2018      | Greyzone               | Simone Mikkelsen       |
| 2018      | Sygeplejeskolen        | Vinnie Jensen          |
| 2020      | Grethes jul            | Karen                  |
| 2020      | Julefeber              | Julemanden             |
| 2021      | Vores sidste sommer    | Agnes                  |
| 2022      | Håber du kom godt hjem | Helle                  |
| 2023      | Kampen for tilværelsen | Trine                  |
| 2022-2023 | Carmen Curlers         | Lis                    |
| 2025      | Slave af Danmark       | Henrietta Schimmelmann |